# Giorgio Favaretto
Giorgio Favaretto (Venezia, 2 marzo 1902 – Roma, 21 aprile 1986) è stato un pianista italiano.

## Biografia

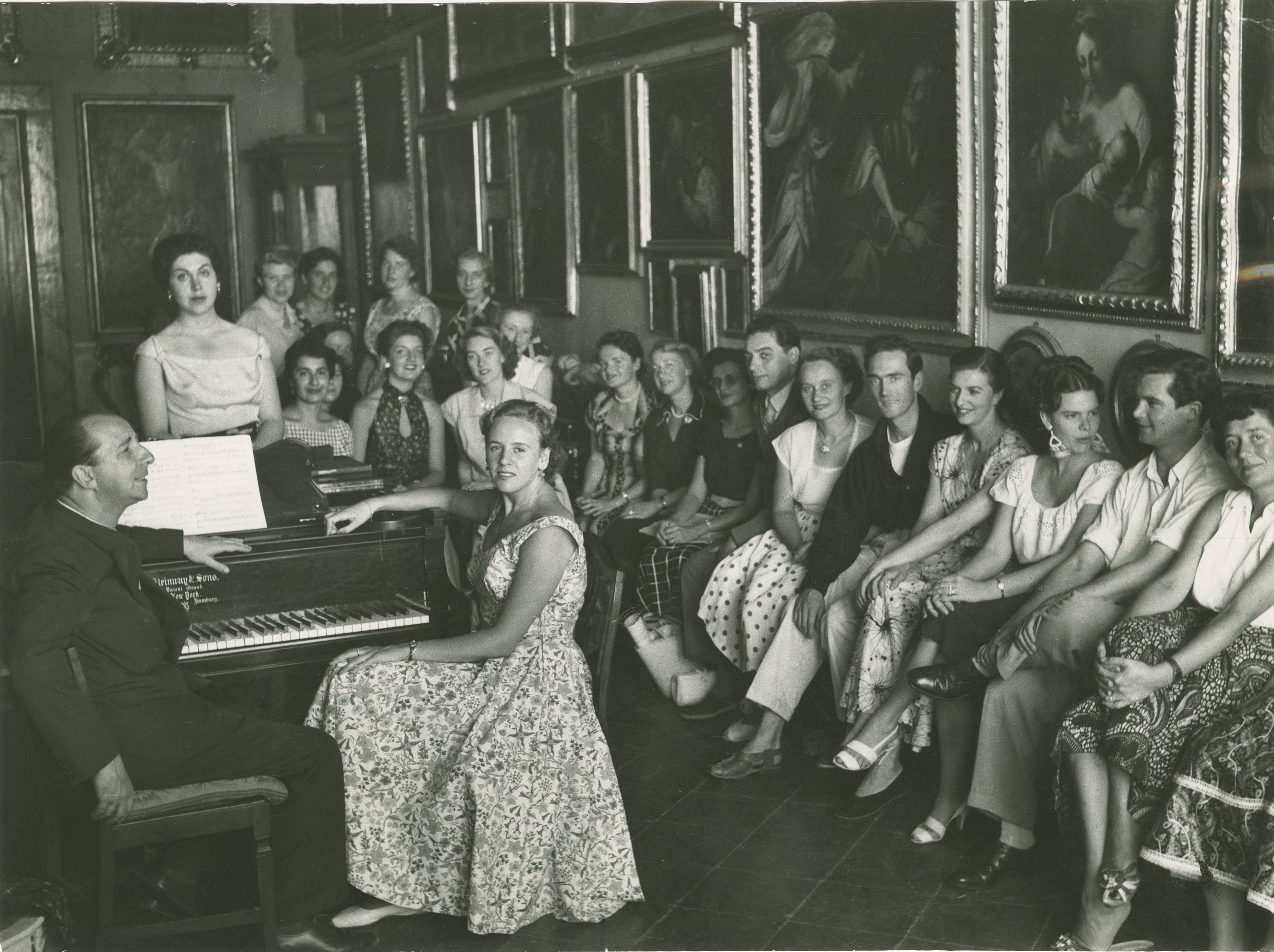
Giorgio Favaretto (a sinistra) nel 1959 all'Accademia Musicale Chigiana di Siena, con allievi del corso d'arte vocale da concerto. Archivio storico del Touring Club Italiano.

Terminati a Napoli gli studi musicali intrapresi nella città natale, si affermò soprattutto  come interprete della letteratura liederistica, per canto e pianoforte. La sua partecipazione al pianoforte superò ben presto i limiti dell'accompagnamento, per assumere il tono di un'interpretazione personale, che lo portò a svolgere ruoli di primo piano, tra cui quello di maestro stilistico di vari cantanti.
Fondò una sua scuola, ma non disdegnò la collaborazione con istituzioni quali l'Accademia Nazionale di Santa Cecilia e l'Accademia Chigiana di Siena.
Nel 1970 è il pianista accompagnatore per l'album "La mia voce per Venezia" con il celebre soprano Anna Moffo.